# 西阳城乡
西阳城乡，是中华人民共和国河北省邯郸市永年区下辖的一个乡镇级行政单位。

## 行政区划
西阳城乡下辖以下地区：
西阳城村、东阳城村、南阳城村、北阳城村、代庄村、通头村、郝庄村、邓上村、邓底村、西辛庄村和尚庄村。